# Сентинум
Сентинум (лат. Sentinum) — древний укрепленный город в итальянской провинции Анкона, близ мелкой реки Сентин (ит.), впадающей в Эзис (лат. Aesis), где произошла битва римлян с самнитами. Остатки Сентинума расположены в километре к востоку от Сассоферрато.
Впервые упоминается в VI веке до н. э, однако известность приобрел после 295 года до н. э., когда произошла битва при Сентине, в рамках III Самнитской войны, в ходе которой погиб Публий Деций Мус (консул 312 года до н. э.) и римляне одержали победу над самнитами.
Город в римский период относился к трибе (территориальный избирательный округ) Лемония (Ager Lemonius).
Во время Перузинской войны Сентинум был на стороне Марка Антония, в результате чего в 41 году до н. э. был осажден Октавианом Августом. Сходу покорить город не удалось, но со второй попытки город был захвачен Квинтом Сальвидиеном Руфом сожжён и разграблен.
Позднее был восстановлен и существовал на правах муниципия.
Восстановление города велось не по старой планировке, а в соответствии с принципами изложенными в книге Витрувия.
Во времена поздней Римской империи город пострадал от вторжения вестготов под предводительством Алариха. Позднее он пострадал от войны между Византией и остготами.
Город прекратил существование, по-видимому, в VIII—IX вв. н. э., когда жители покинули его из-за голода, болезней и вражеских набегов (в частности венгров).
В средневековье руины римского города использовались жителями Сассоферрато как источник строительного камня. Например, из камней Сентинума построено Аббатство Святого Креста (Santa Croce dei Conti) XII века.
В конце XIX века в зоне Сентинума начались археологические раскопки (руины обнаружены в 1891 году). Большие археологические открытия были сделаны в ходе строительства железной дороги Фабиано-Пергола в 1952 году. Сохранились основания городских стен, мощёные дороги, остатки домов. Также до нас дошло как минимум 70 надписей из Сентина, в особенности Tabulae patronatus (таблицы патронов, прописывающие их правовой статус).
Археологические находки из Сентинума хранятся в местном музее, расположенном в Палаццо деи Приори (Сассоферрато).